# Aarhus 1900 Orientering
Aarhus 1900 Orientering (i daglig tale 1900 Orientering), er en 
dansk orienteringsklub i Aarhus. Klubben blev stiftet i 1943 og har ca. 75 medlemmer (2021).
Klubben er medlem af Dansk Orienterings-Forbund (DOF), der er tilsluttet Danmarks Idrætsforbund (DIF).

## Historie

### Stiftelse
Klubben blev stiftet den 11. november 1943 af Knud Rasmussen, Hugo Martinussen og Willi Madsen på Østergades Hotel i Aarhus.

### Klubhus
Klubben holder til i klubhuset Grumstolen, Grumstolsvej 48, 8270 Højbjerg, som blev overdraget til Aarhus 1900 Orientering og Århus Skiklub i 1982.
Huset brændte ned efter en påsat brand den 19. marts 1995. Intet stod til at redde. Det blev genopbygget i samme stil, og var klar til rejsegilde den 21. december 1995 og indvielse den 5. juni 1996.

## Arrangementer
Aarhus Orientering har stået for afholdelsen af flere forskellige jysk-fynske mesterskaber (JFM) og danmarksmesterskaber (DM) inden for orienteringssporten:
- 2015: DM Lang i Ålum skov ved Randers
- 2012: JFM Stafet i Mols Bjerge.
- 2011: DM Ultralang ved Bidstrup Gods mellem Hammel og Randers.
- 2009: DM Stafet i Velling Snabegaard ved Bryrup.
- 2008: DM Sprint i Risskov.
- 2006: JFM Stafet i Hjermind Skov.

Herudover har Aarhus Orientering i flere år under Aarhus Festuge været arrangør af by-orientering (Sprintorientering). Et tilbud til både rutinerede orienteringsløbere og motionister, der prøver orientering i byen for første gang.

## Resultater
Klubben ligger i Nordkredsens 3. division i orienteringsligaen (2022-2024).

## Landshold
Klubben er repræsenteret på det danske landshold i orienteringsløb ved Jakob Ekhard Edsen.
Ved VM i orientering 2018 i Riga i Letland vandt Jakob Ekhard Edsen bronze på sprint-stafetten sammen med mix-stafetholdet Amanda Falck Weber, Tue Lassen og Maja Alm.
Jakob Ekhard Edsen var også udtaget til juniorlandsholdet ved Juniorverdensmesterskaberne (i 2010, 2011, 2012 og 2013), hvor han i 2012 vandt sølv på stafetten i Slovakiet.. 